# Leven van Jezus
Het Leven van Jezus is een populaire Middelnederlandse vertaling van het levensverhaal van Jezus. Het bevat onder andere vertalingen van de bekende Orationes en Meditationes de Vita Christi van Thomas à Kempis. Omdat het verhaal zo populair was, zijn er vele manuscripten van overgeleverd geweest. Zo worden er twee handschriften in de Universiteitsbibliotheek Gent bewaard die het verhaal bevatten, namelijk handschrift 663 en handschrift 1017. 

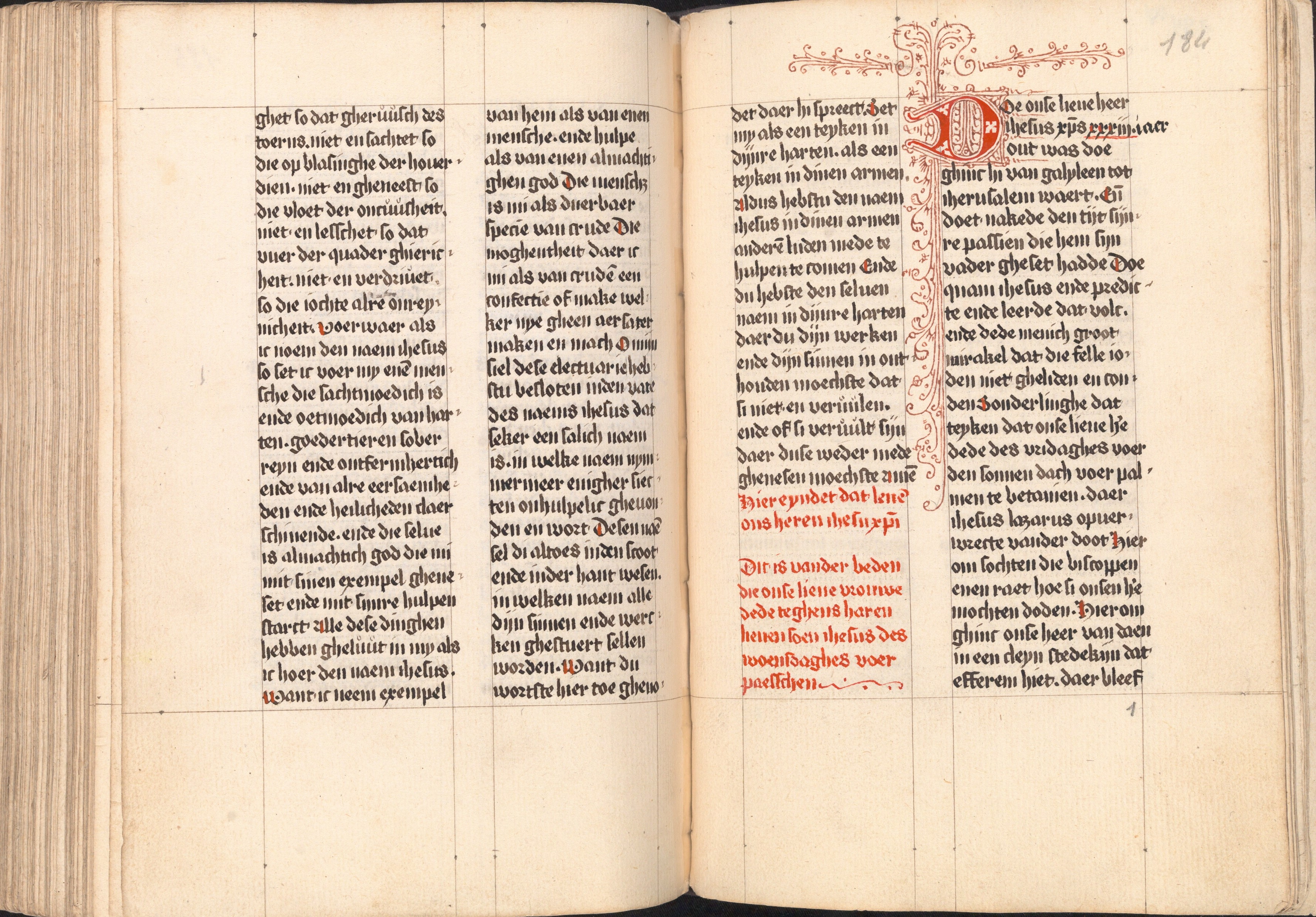
Fragment uit het manuscript geschreven door Machteld Gerijstdochter in het jaar 1474.

## Handschriften

#### Handschrift 663
Het Middelnederlandse manuscript "Leven van Jezus" is een verzameling van teksten, opgeschreven door zuster Machteld Gerijstdochter in het jaar 1474. Het werd teruggevonden in het St. Agnesklooster in Delft. Het manuscript bevat de volgende onderdelen:
- ff. 1r-184r: Leven ons Heren Jezus Christus
- ff. 184r-195r: Gebeden van de Maagd Maria voor haar zoon op woensdag voor Pasen
- ff. 195r-197v: Weeklachten en gebeden van Gods Vriend voor het graf van Christus
- ff. 197v-198v: Exempel

Het manuscript is interessant omdat het verschillende verhaalsoorten met elkaar bundelt. Zo vertoont het niet enkel het verhaal van het Leven van Christus, maar ook gebeden, weeklachten en zelfs een exempel.

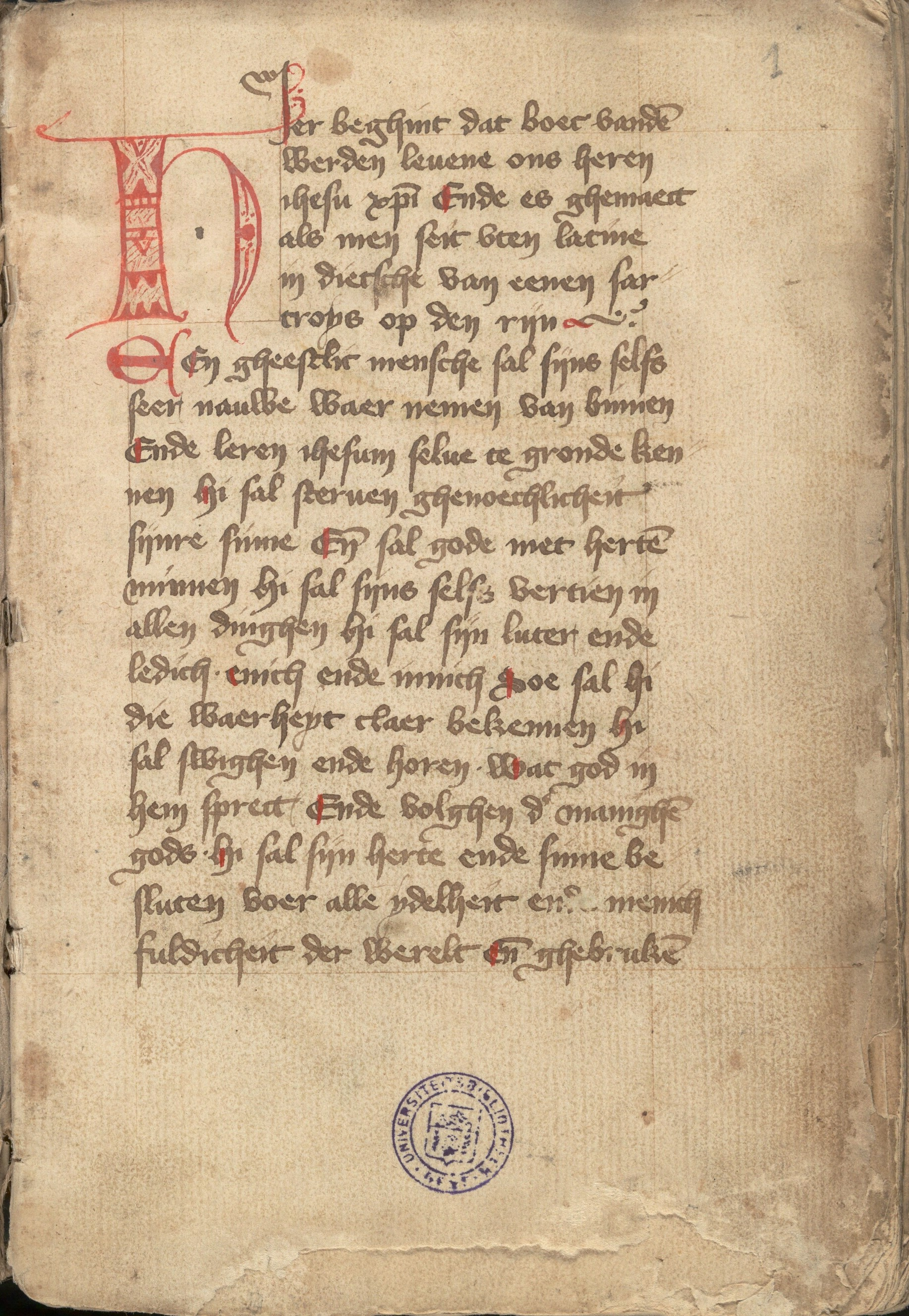
Fragment uit handschrift 1017. Vervaardigd tussen 1425-1450.

#### Handschrift 1017
Dit handschrift werd vervaardigd in de Nederlanden, in het tweede kwart van de vijftiende eeuw (1425-1450). Het handschrift werd teruggevonden bij het Klooster van Koekelberg. Dit manuscript is volledig gewijd aan het verhaal van het leven van Jezus en bevat niets anders buiten een voorwoord, een proloog van de vertaler en de uiterlijke tekst; een Middelnederlandse vertaling van de Vita Jesu Christi.

## Het Leven van Jezus in het Middelnederlands
Niet alleen het toeval heeft het aantal handschriften, waarin een Middelnederlandse tekst is overgeleverd, bepaald. Ook in die zo sterk aan traditie gehechte tijden heeft de mode, vraag en aanbod in een zekere periode, een rol gespeeld: zelfs bij de vormgeving van een door de bijbelse overlevering zo sterk aan een grondpatroon gebonden tekst als: Het Leven van Jezus. In de vijftiende eeuw was bij ons het ellenlange Leven van Jezus, omstreeks 1350 door Ludolphus van Saksen gecompileerd, zeer populair, gezien het aantal handschriften en de talloze citaten hieruit, welke we bij andere schrijvers aantreffen. Omdat het verhaal zo populair was in de Latijnse traditie, werd dus beslist om dit verhaal ook over te zetten naar het Middelnederlands. Dit gebeurde herhaaldelijk en regelmatig, waardoor het een van de belangrijkste teksten werd uit de Middelnederlandse religieuze tekstradtie.